# Nematochrysopsidaceae
 (février 2022).
Famille
Les Nematochrysopsidaceae sont une famille d'algues de l'embranchement des Ochrophyta  de la classe des Pelagophyceae et de l’ordre des Sarcinochrysidales.
Le Nematochrysopsis a été découvert en Océan Atlantique (Roscoff, France), mais est plus abondant dans en Méditerranée et Adriatique à une profondeur comprise entre 5 et 40 m où elle joue un rôle déterminant dans la formation d'agrégats mucilagineux benthiques saisonniers.

## Étymologie
Le nom vient du genre type Nematochrysopsis, construit à partir du préfixe Nematochrys, référence au Nematochrysis (genre type de la famille des Nematochrysidaceae), et du suffixe latin "-opsis", « semblable à », en référence l'apparence de la plante proche de l'algue du genre Nematochrysis.

## Description
Le Nematochrysopsis se présente sous la forme de filaments unisériés, non ramifiés, attachés par une base mucilagineuse de longueur variable produite par la cellule basale allongée. Les filaments font 8 à 10 μm de diamètre et peuvent mesurer jusqu'à plusieurs centaines de micromètres de long. Une forme à filaments plus gros, atteignant 22 μm de diamètre, a été observée en mer de mer de Marmara.
Les filaments de Nematochrysopsis marina peuvent notamment se développer sur les feuilles de la plante sous-marine méditerranéenne Posidonia oceanica.

## Liste des genres et espèces
Selon AlgaeBase (24 février 2022)  :
- Nematochrysopsis Chadefaud, 1947
  - Nematochrysopsis roscoffensis Chadefaud, 1947
  - Nematochrysopsis marina (J.Feldmann) C.Billard, 2000 synonyme
  - Tribonema marinum Feldmann, 1941  basionyme et synonyme